# 자곤 파일
자곤 파일(Jargon File)은 프로그래머가 사용하는 속어의 상용구 및 용례 사전이다. 원래의 자곤 파일은 MIT AI 연구소, 스탠퍼드 AI 연구소(SAIL), 그리고 Bolt, Beranek and Newman, 카네기 멜런 대학교, Worcester Polytechnic Institute를 포함한 오래된 아파넷 AI/LISP/PDP-10 커뮤니티의 용어들을 총망라하였다. 해커 사전(The Hacker's Dictionary)이라는 이름으로 1983년 페이퍼백으로 출판되었으며 1991년 신 해커 사전(The New Hacker's Dictionary)이라는 이름으로 개정되었다.(ed. 에릭 레이먼드; third edition published 1996).

## 역사
자곤 파일(여기서는 자곤-1/Jargon-1 또는 파일/the File로 명시함)은 1975년 스탠퍼드 대학교의 라파엘 핀켈(Raphael Finkel)에 의해 만들어졌다. 플러그가 그 당시부터 최종적으로 SAIL에 입력되기 전까지 파일의 이름은 "AIWORD.RF[UP,DOC]"로 명명되었으며 여기서 "[UP,DOC]"는 WAITS 운영 체제 상의 사용자 프로그램 문서화(User Program DOCumentation)를 위한 시스템 디렉터리를 의미했다. from, foo, mung 등의 일부 용어는 MIT의 테크 모델 레일로드 클럽의 1950년대 초로 거슬러 올라간다고 믿겨지며 피터 샘슨이 컴파일한 1959년 TRMC 언어 사전(Dictionary of the TMRC Language)에 문서화되어 있다. 자곤-1 리비전은 모두 번호가 매겨져 있지 않으며 총체적으로 버전 1로 간주된다.

## 참고 문헌
- Raymond, Eric S.; Steele, Guy L., 편집. (1996). 《The New Hacker's Dictionary》 3판. MIT Press. ISBN 0-262-68092-0.

## 추가문헌
- Raymond, Eric S. (January 1999). 〈The Revenge of the Hackers〉.   DiBona, Chris; Ockman, Sam; Stone, Mark. 《Open Sources: Voices from the Open Source Revolution》. 오라일리 미디어. ISBN 978-1-56592-582-3. 2015년 9월 23일에 확인함.
- McHugh, Heather (2009년 5월 11일). “Hackers Can Sidejack Cookies”. 더 뉴요커.
- Himanen, Pekka (2001). 《The Hacker Ethic and the Spirt of the Information Age》. New York: 랜덤하우스.
- Levy, Steven (2001). 《Hackers: Heroes of the Computer Revolution》 Updat판. New York: 펭귄 북스.